# Gotcha! – Ein irrer Trip
Gotcha! – Ein irrer Trip (alternativer Titel: Schüsse, Küsse und Spione, Originaltitel: Gotcha!) ist eine US-amerikanische Actionkomödie von Jeff Kanew aus dem Jahr 1985.

## Handlung
Der kalifornische Student Jonathan spielt mit seinen Kommilitonen ein Spiel namens „Gotcha!“, bei dem man sich mit Farbpatronen beschießt. Wer getroffen wird, scheidet aus. Jonathan gehört zu den besten Spielern, hat bisher aber keinen Erfolg bei den Mädchen, weil er immer wieder in Fettnäpfchen tritt.
Dies soll sich auf einer Europa-Rundreise, die er zusammen mit seinem besten Freund und Mitbewohner Manolo während der Semesterferien plant, ändern. Erste Etappe der Reise ist Paris. Dort lernt Jonathan die geheimnisvolle Sasha kennen. Nach fruchtlosen Annäherungsversuchen seitens Jonathan macht Sasha den ersten Schritt und beginnt eine Affäre mit dem unerfahrenen Jonathan. Sie überredet Jonathan, seine Reisepläne zu ändern: Statt gemeinsam mit Manolo Richtung Spanien weiter zu reisen, fliegt Jonathan mit Sasha nach Berlin.
Ein 2-tägiger Ausflug nach Ost-Berlin wird Jonathan als harmloser Sightseeing-Trip verkauft, dient Sasha aber in Wahrheit dazu, einen Film, der in den Westen geschmuggelt werden soll, von einer Kontaktperson zu erhalten. Sasha schiebt Jonathan den Film unbemerkt unter, kurz darauf trennt sie sich von ihm, weil sie "kurz etwas zu erledigen hätte", und verabredet sich mit ihm zum Abendessen in einem Restaurant. Zuvor nennt Sasha Jonathan ein Codewort. Sollte Jonathan dieses Codewort hören, könne Jonathan nicht mehr ins Hotel zurückkehren, und müsse Ost-Berlin unter allen Umständen auf dem schnellsten Wege verlassen. Im Restaurant taucht Sasha nicht auf, stattdessen erhält Jonathan die genannte Botschaft. Tatsächlich wird Jonathan von bewaffneten Männern bis nach West-Berlin verfolgt. Mit viel Glück kann Jonathan sich absetzen, und auf dem Landweg nach Westdeutschland fliehen. Er kehrt alleine in die USA zurück.
Zurück in den USA will keiner Jonathans Geschichte glauben, er fühlt sich verfolgt und isoliert. Nach einem Besuch bei seinen Eltern bemerkt er bei seiner Rückkehr nach Hause Eindringlinge in seinem Appartement, welche offensichtlich etwas suchen, und dabei alles verwüsten. Darauf durchsucht er sein Gepäck und entdeckt schließlich die von Sasha untergeschobene Filmdose, die er die ganze Zeit bei sich getragen hatte. Jonathan wendet sich an die CIA, auch, weil er befürchtet, dass Sasha in Ost-Berlin entführt wurde.
Im lokalen CIA-Büro erkennt Jonathan durch ein Fenster die Eindringlinge wieder, welche sich in lockerer Stimmung unterhalten. Nicht der KGB, sondern die CIA ist also für die Verwüstung des Appartements verantwortlich. Auch Sasha ist dabei, offensichtlich gehört sie ebenfalls zur CIA. Jonathan macht unbemerkt wieder kehrt, nicht mehr wissend, wem er noch vertrauen kann. Zu dieser Zeit kommt auch Manolo von seiner Europareise zurück.
Als Sasha Jonathan anruft, um um ein Treffen zu bitten, wendet er sich an Manolo. Dieser ist Mitglied einer lateinamerikanischen Gang, welche sofort ihre Hilfe zusagt. Jonathan willigt in ein Treffen mit Sasha ein, aber nur, wenn sie alleine kommt. Mit Hilfe der Gang wird Sasha von ihren sie heimlich begleitenden CIA-Kollegen getrennt, Manolo greift Sasha auf, und fährt sie zum Uni-Campus, wo Jonathan auf sie wartet. Sasha erklärt ihm, dass sie gebürtige US-Amerikanerin ist, und schon lange als Kurier in Diensten der CIA steht. Sie hatte den Auftrag, einen naiven unauffälligen Burschen aufzutreiben, welcher dazu benutzt werden sollte, den Film unbehelligt über die Grenze zu schmuggeln. Die Aussprache wird von Agenten des KGB unterbrochen, welche Jonathan und Sasha bis auf den Campus verfolgt haben.
Jonathan nimmt eine Betäubungspistole aus der zoologischen Fakultät an sich und kann auf "seinem Spielfeld" einen KGB-Agenten nach dem anderen ausschalten, bis die von Sasha hinzugerufene CIA-Verstärkung eintrifft. Nachdem alle Angreifer überwältigt sind, übergibt Jonathan den Film der CIA. Sasha erklärt Jonathan, dass er für sie mehr ist, als nur ein Werkzeug, und mit ihm zusammen bleiben will.

## Kritiken
Roger Ebert schrieb in der Chicago Sun-Times vom 3. Mai 1985, der Film sei gut genug, dass man sich als Zuschauer wünschen würde, die Autoren hätten sich mehr bemüht. Er meinte, nicht Jonathan, sondern Sasha sollte im Mittelpunkt der Handlung stehen. Ebert lobte die Präsenz von Linda Fiorentino und von Anthony Edwards.
Das Lexikon des internationalen Films warf dem „dürftigen“ Film „Klischees“ vor.

## Hintergrund
Der Film wurde in Los Angeles, Berlin (darunter in der Zitadelle Spandau und am Flughafen Tegel) und Paris gedreht. Szenen, die vorgeblich in Ost-Berlin spielen, wurden in West-Berlin gedreht, vornehmlich in Berlin-Kreuzberg. In Nebenrollen sind unter anderem Ronald Nitschke, Dan van Husen, Traudel Haas, Manfred Tümmler, Christel Merian, Tom Deininger, Susanna Bonasewicz sowie Bernard Spiegel als Taxifahrer zu sehen. Den Gesang zum von Bill Conti komponierten Titelsong lieferte Thereza Bazar.
Der Film spielte in den USA am Eröffnungswochenende 2,36 Millionen US-Dollar ein und brachte es auf ein Einspielergebnis von 10,8 Millionen US-Dollar in den USA und 158.500 US-Dollar in Deutschland.